# Micrathena furcata
Micrathena furcata là một loài nhện trong họ Araneidae.
Loài này thuộc chi Micrathena. Micrathena furcata được Carl Wilhelm Hahn miêu tả năm 1822.